# Leonurus cardiaca

## Hábitat
Leonurus cardiaca es una planta originaria de Asia (hasta el Himalaya y Siberia) y del Norte de América. También se encuentra en toda Europa y en España en los Pirineos.

## Descripción
- Planta de 60-120 cm de altura que desprende un olor desagradable, tiene hojas lobuladas, largamente pecioladas y pelosas. Color verde oscuro en el haz y blanquecino el envés. Las flores, que aparecen de julio a septiembre, son muy vellosas, de color púrpura rosado y están repartidas en verticilos a todo lo largo del tallo.

## Principios activos
- Glucósido amargo (la leunurina), tónico cardíaco.
- Taninos pirogálicos.
- Alcaloide (la leunucardina).

## Propiedades
- Como su nombre indica actúa como calmante sobre el corazón, disminuyendo la presión sanguínea.
- Es emenagoga por su alcaloide, recomendable en la amenorrea.
- Sudorífico.

## Nombres comunes
- Castellano: agripalma, cardíaca, cardiaca, cola de león, corazón duro, corazón real, ortiga borde, mano de santa María, mà de Santa María.[1]

## Sinonimia
- Leonurus cardiaca subsp. villosus (Desf. ex Spreng.) Hyl.
- Leonurus glaucescens Ledeb.
- Leonurus quinquelobatus Usteri
- Leonurus tataricus L.
- Leonurus villosus Desf. ex Spreng.[2]